# WELMEC
WELMEC celým názvem Western European Legal Metrology Cooperation je název organizace pro evropskou spolupráci v legální metrologii. Organizace byla založena 8. června 1990 třinácti zástupci vnitrostátních orgánů zodpovědných za legální metrologii v Evropské unii podpisem tzv. Memoranda o porozumění. Orgnanizace má 31 členů a 6 členů přidružených.

## Legální metrologie
Jedná se o souhrn postupů a činností, které stanovují právní předpisy. Předpisy jsou vydávány veřejnými orgány a týkají se záruk kvality měření probíhajících během obchodních transakcí.

### Členové
| Belgie     | Irsko              | Švýcarsko   | Německo     |
| Bulharsko  | Itálie             | Řecko       | Nizozemsko  |
| Česko      | Kypr               | Malta       | Norsko      |
| Dánsko     | Slovensko          | Litva       | Polsko      |
| Estonsko   | Slovinsko          | Lotyšsko    | Portugalsko |
| Finsko     | Spojené království | Lucembursko | Rakousko    |
| Francie    | Španělsko          | Maďarsko    | Rumunsko    |
| Chorvatsko | Švédsko            |             |             |

### Přidružení členové[2]
| Albánie    | Bosna a Hercegovina |
| Černá hora | Makedonie           |
| Srbsko     | Turecko             |

## Cíle organizace
- Výměna informací mezi členy
- Dosažení souladu činností v legální metrologii
- Upevnění součinnosti s ostatními subjekty se zájmem o legální metrologii
- Rozvoj vzájemné důvěry v legální metrologii
- Podpora uplatňování norem a navrhování opatření k usnadnění jejich provádění
- Rozpoznání technických problémů, které by mohly být předmětem společných projektů
- Likvidace překážek obchodu v oboru měřících přístrojů
- Diskuze o trendech v legální metrologii a udržení kanálu pro trvalý tok znalostí